# Fàbrica de carburs de Berga
La Fàbrica de carburs de Berga fou una instal·lació industrial situada a la riba del riu Llobregat, inaugurada l'any 1899 a la capital del Berguedà.

## Fundació
El juliol de 1898, a la riba dreta del Llobregat, molt a prop de Cal Rosal, es van iniciar les obres de construcció de la fàbrica, coneguda al Berguedà com a Fàbrica de Carburos, arran de l'adquisició de l'últim salt del canal industrial de Berga per part de la Sociedad Española de Carburos Metálicos SA.
La nova instal·lació, que es destinaria a la producció de carbur de calci de gran qualitat, es va posar en funcionament el 6 de novembre de 1899. La qualitat del producte que s'hi obtenia va fer que fos àmpliament reconegut amb el nom de "carbur de Berga".

## Evolució del tipus de producció
La producció de la fàbrica va anar evolucionant al llarg dels anys i adaptant-se a les necessitats i demandes. El 1934 la Fàbrica de carburs de Berga va començar a produir oxigen i hidrògen després de la instal·lació d'una planta electrolítica. Del 1953 al 1978 se substitueix la producció de carbur de calci per ferroaliatges de silici, manganès i fósfor, i a partir de 1978 es passa a produir energia hidroelèctrica i, més endavant, produeix clorur d'hidrògen.
Pel que fa a l'ocupació, tot i que en un inici s'esperava que pogués ser un revulsiu per l'economia de la comarca, l'any 1901 ocupava a 50 persones, el 1903 n'ocupava 77 i posteriorment l'ocupació va baixar a una vintena de persones.

## Conjunt arquitectònic
El conjunt arquitectònic de la fàbrica estava format per una desena d'edificis annexionats, de diferents mides, de construcció i estructura senzilla, fets amb materials barats, tot i que la magnitud de l'edificació evoca la importància de la seva activitat industrial.
La tipologia d'edificació és força diferent de les altres edificacions fabrils de la comarca i s'acosta més a un tipus d'edificació centreeuropea.

## Història
Al 1897 es va constituir la Sociedad Española de Carburos Metálicos a iniciativa d'un grupo franco-suís que era el propietari d'una fàbrica de l'Alta Savoia que explotava la patent Bullier. Al maig de 1899 es va escripturar el traspàs a perpetuïtat del salt de 157,5 metres de desnivell del Canal Industrial de Berga i la concessió administrativa d'aquest salt i al 1899 ja es van posar en marxa dos forns de carbur de calci. El responsable de posar en funcionament la nova fàbrica va ser Monsieur Farjon, director de la companyia i va comptar amb l'assessorament de Monsieur Lamberth, director de la Usine de Notre Dame de Briançon, una fàbrica del mateix grup que ja funcionava a Savoia. Als inicis hi ha 6 forns, quatre en funcionament i dos de recanvi, que produeixen diàriament entre 8 i 10 tones de carbur de calci. Degut a la fama del "carbur de Berga" es faran exportacions a tot el món.
Al 1914, durant la Primera Guerra Mundial, es retira el capital francès de l'empresa, marxen els directius i tècnics francesos i la societat passa a ser catalana, amb seu a Barcelona.
La nit del 1947, de 10 a 11 del vespre, una explosió de dues càrregues de dinamita van fer malbé el tub metàl·lic del salt d'aigua de la fàbrica, inutilitzant 110 metres. Se sospita que podrien haver estat els maquis ja que el maqui Jesús Martínez Maluenda "Duende" va adjudicar l'autoria a Ramon Vila.
El 2013 un incendi va cremar tot l'interior, que ja feina anys que estava abandonat, però on hi vivien persones indigents, tot i que no es va lamentar cap ferit.